# Tellurure de zinc
Le tellurure de zinc est un composé chimique binaire de formule ZnTe. Ce solide est un matériau semi-conducteur II-VI, ayant un gap direct de 2,26 eV. C'est habituellement un semi-conducteur de type p. Comme la plupart des matériaux semi-conducteurs composites, il possède un structure de type « blende ».

## Propriétés

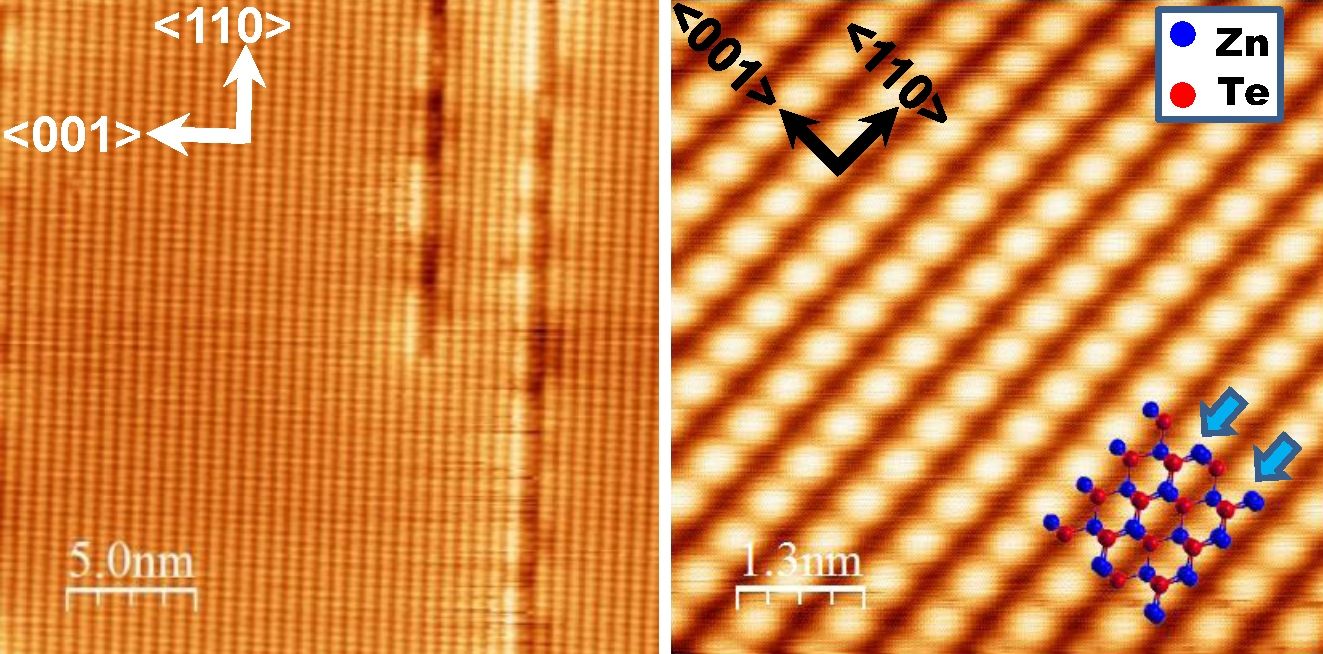
Images MEB de la surface de ZnTe(110), prises à différentes résolutions et rotations de l'échantillon, avec son modèle atomique.

ZnTe a l'apparence d'une poudre grise ou rouge-brunâtre, ou de cristaux rouge rubis lorsqu'il est raffiné par sublimation. Le tellurure de zinc possède habituellement une structure cristalline cubique («blende»), mais il peut également être obtenu sous forme de cristaux de type NaCl ou de cristaux hexagonaux («wurtzite»). Irradié par un faisceau optique de forte intensité, il brûle en présence d'oxygène. Son paramètre cristallin est de 0,6101 nm, lui permettant d'être déposé avec ou sur l'antimoniure d'aluminium, l'antimoniure de gallium, l'arséniure d'indium et le séléniure de plomb. Avec une certaine distorsion de réseau, il peut aussi être déposé sur d'autres substrats tels que GaAs et il peut être produit sous forme polycristalline (ou nanocristalline) en couche mince sur des substrats tels que le verre, par exemple, dans la fabrication de cellules solaires en couche mince. Dans la structure cristalline wurtzite (hexagonale), ses paramètres cristallins sont a = 0,427 et c = 0,699 nm.
La structure de ZnTe évolue sous l'effet des très fortes pression avec une transition de phase vers une structure cinabre de coordinence 4 observée à 11.5 GPa.

## Applications

### Opto-électronique
Le tellurure de zinc peut être facilement dopé, et pour cette raison c'est l'un des matériaux semi-conducteurs les plus communs utilisés en opto-électronique. ZnTe est important pour le développement de composants semi-conducteurs divers, dont les LED bleues, les diodes laser, les cellules solaires et les composants de générateurs micro-ondes. Il peut être utilisé pour les cellules solaires, par exemple comme couche de surface arrière ou comme matériau semi-conducteur de type p dans une structure CdTe/ZnTe ou dans la structure des diodes PIN.
Le matériau peut également être utilisé comme constituant de composés semi-conducteurs ternaires, tels que CdxZn(1-x)Te (conceptuellement un mélange composé des pôles purs ZnTe et CdTe), qui peuvent être produits avec une composition variable x pour permettre d'ajuster le gap optique.

### Optique non linéaire
Le tellurure de zinc avec le niobate de lithium est souvent utilisé pour la génération de rayonnement térahertz pulsé en spectroscopie térahertz dans le domaine temporel (TDTS) et en imagerie térahertz. Quand un cristal d'un tel matériau est soumis à une impulsion lumineuse de forte intensité de durée subpicoseconde, il émet une impulsion à fréquence térahertz grâce à un phénomène optique non linéaire appelé rectification optique. De même, quand on soumet un cristal de tellurure de zinc à un rayonnement térahertz, cela provoque un phénomène de biréfringence optique et change la polarisation de la lumière transmise, ce qui en fait un détecteur électro-optique.
Le tellurure de zinc dopé au vanadium, "ZnTe:V", est un matériau optique non linéaire photoréfractif qui peut être utilisé dans la protection de capteurs aux longueurs d'onde visibles. Les limiteurs optiques ZnTe:V sont légers et compacts, sans l'optique complexe des limiteurs conventionnels. ZnTe:V peut bloquer le faisceau éblouissant de forte intensité provenant d'un éblouisseur laser, tout en laissant passer l'image de faible intensité de la scène observée. Il peut également être utilisé en interférométrie holographique, dans des interconnexions optiques reconfigurables et dans des dispositifs à conjugaison de phase optique à laser. Il offre de meilleures performances photoréfractives à des longueurs d'onde comprises entre 600 et 1 300 nm, en comparaison à d'autres composés semi-conducteurs III-V et II-VI. En ajoutant du manganèse comme dopant additionnel (ZnTe:V:Mn), son rendement photoréfractif peut être significativement amélioré.